# سيس كوش
سيس كوش (بالهولندية: Cees Koch)‏ هو منافس ألعاب قوى هولندي، ولد في 16 يوليو 1936 في روتردام في هولندا.

## وصلات خارجية
- سيس كوش على موقع أوليمبيديا (الإنجليزية)